# Settle Down (Kimbra)
Settle Down è un singolo della cantautrice neozelandese Kimbra, uscito nel 2010 per Warner Music ed estratto da Vows, suo primo album in studio.

## Antefatti e composizione
Già all'età di 16 anni Kimbra abbozza una prima versione del pezzo, poi revisionato durante la produzione di Vows.
Mentre la produzione è stata esclusivamente affidata al musicista australiano François Tétaz (noto per la colonna sonora di Wolf Creek) e da M-Phazes (in passato produttore anche di Demi Lovato ed Eminem), il testo è stato curato anche da Kimbra stessa.
La canzone parla principalmente di convenzioni sociali legate al matrimonio, nello specifico quello tra persone giovani.

## Video musicale
Il video della canzone è stato pubblicato su YouTube il 6 Luglio 2010 ed è stato diretto da Guy Franklin. È stato eletto "Video musicale della settimana" da iTunes America. Il video è struttura con l'alternarsi di alcune scene in cui Kimbra canta con delle bambole di porcellana sullo sfondo ed altre in cui una ragazzina vestita anni '50 è alle prese con un manichino, suo sposo. Durante il video la protagonista sorprende suo marito insieme ad un'altra, per poi non vederlo mai più ritornare a casa. Il videoclip si conclude con Kimbra e le due ragazze che ballano mentre le bambole retrostanti vanno a fuoco.

## Tracce

### Download digitale
1. Settle Down (4:02)
2. Limbo (3:05)
3. Plain Gold Ring (Live at Sing Sing) (cover di Nina Simone) (4:33)
4. Cameo Lover (Sam Sparro & Golden Touch Remix) (5:01)

### Settle Down - EP (Digital download)
1. Settle Down (4:02)
2. Limbo (3:05)
3. Plain Gold Ring (Live at Sing Sing) (4:33)
4. Cameo Lover (Sam Sparro & Golden Touch Remix) (5:01)
5. Settle Down (video) (4:09)

### Settle Down - EP (Record Store Day Esclusive CD)
1. Settle Down (4:02)
2. Good Intent (3:32)
3. Plain Gold Ring (Live at Sing Sing) (4:33)
4. Limbo (3:05)
5. Cameo Lover (Sam Sparro & Golden Touch Remix) (5:01)

### Settle Down - EP (Digital download UK)
1. Settle Down (4:02)
2. Wandering Limbs (5:26)
3. Withdraw (4:06)

## Formazione
- Kimbra - voce
- François Tétaz - produzione
- M-Phazes - produzione

## Classifiche
| Classifica (2011) | Posizione massima |
| ----------------- | ----------------- |
| Nuova Zelanda     | 37                |

| Classifica (2012) | Posizione massima |
| ----------------- | ----------------- |
| Nuova Zelanda     | 15                |

## Pubblicazioni
| Nazione       | Data            | Formato           |
| ------------- | --------------- | ----------------- |
| Nuova Zelanda | 10 giugno 2010  | Download digitale |
| Nuova Zelanda | 1 novembre 2011 | Download digitale |